# Libertà vigilata (film)
Libertà vigilata (No Way Home) è un film del 1996 diretto da Buddy Giovinazzo.

## Trama
Joey, un ragazzo con una lieve disabilità mentale dovuta a un incidente domestico, esce di galera dopo sei anni: è stato condannato per omicidio e sconterà il resto della pena in libertà vigilata. Joey torna a Staten Island, a casa della madre, che nel frattempo è morta, e ritrova il fratello più grande Tommy, che ha sposato la bella Lorraine. Joey chiede ospitalità al fratello, in attesa di trovare un lavoro e una casa propri. Nonostante la diffidenza di Lorraine, Tommy sistema Joey nel seminterrato.
Joey sembra pienamente riabilitato e si conquista anche le simpatie di Lorraine. La situazione economica di Tommy e Lorraine è molto difficile: lei lavora occasionalmente come spogliarellista, lui spaccia marijuana ed è indebitato fino al collo con un mafioso locale.
Le cose fra Tommy e i creditori peggiorano rapidamente, e l'uomo viene aggredito in casa dai mafiosi mentre Joey e Lorraine sono fuori. Tommy riesce a scacciare gli scagnozzi, ma uccide per errore il poliziotto che era venuto a controllare Joey. Quando il fratello e la moglie rientrano, i tre vengono di nuovo aggrediti dai mafiosi. Ne nasce una colluttazione in cui Lorraine salva la vita a Joey sparando a uno degli aggressori. Quando arriva la polizia, Tommy vorrebbe addossare la colpa a Joey, esattamente come aveva fatto sei anni prima. All'epoca, Tommy era scappato dopo aver coinvolto Joey in una rapina durante la quale l'uomo aveva ucciso il proprietario del negozio, lasciando Joey nelle mani della polizia. Ma stavolta Joey non intende coprire il fratello, e si consegna alle forze dell'ordine. Tommy affronta la polizia, addossandosi la colpa degli omicidi, e poi spara contro gli agenti, che rispondono al fuoco crivellandolo di colpi.